# Jacob Meijer
Jacob Meijer, detto Jaap (Amsterdam, 20 aprile 1905 – 2 dicembre 1943), è stato un pistard olandese.

## Palmarès

### Olimpiadi
- Argento a Parigi 1924 nella velocità.